# 가처분
가처분(假處分, injunction) 또는 가정적 처분은 민사집행법상 강제집행을 보전(保全)하기 위해 법원이 결정하는 '일시적인 명령'으로, 가압류와 함께 규정되어 있는 제도이다. 금전 이외의 받을 권리가 있는 특정 물건을 처분하지 못하도록 법원이 내리는 일시적 명령이다. 즉, 다툼의 대상이 되는 물건이나 지위에 대하여 잠정적인 법률관계를 형성시켜 채권자가 입게 될 손해를 사전에 예방하는 것이다.
금전 채권을 제외한 청구권의 집행을 보전하는 명령으로, 특정물 채권의 집행보전을 위한 다툼의 대상에 관한 가처분과 권리 관계의 다툼에 대해 임시적인 지위를 정하기 위한 일시적인 명령인 임시의 지위를 정하기 위한 가처분의 두 가지로 나뉜다.
권리자의 신청에 의하여 절차가 개시되면, 법원이 가압류절차에 준하여 가처분명령을 할 것인가를 심리하는 가처분명령절차를 거쳐 가처분명령이 발령된다. 종전에는 판결로 재판하는 경우도 많았으나, 현행 민사집행법은 모든 경우에 결정으로 재판하도록 하고 있다.
가처분명령에 대해서는 이의신청 이외에 여러 가지의 취소신청으로 불복할 수 있으며, 이와는 별도로 부동산과 같은 재산을 대상으로 하는 경우에는 가처분명령을 집행하여야 하는데, 그 방법으로서 등기부에 기재되면 효력이 발생한다. 예를 들어, 처분금지 가처분과 같은 경우, 소유자는 이에 반하여 처분을 할 수 없으며, 이에 반한 처분은 가처분권리자에 대항할 수 없다. 이러한 효력은 강제집행에 의하여 처분이 된 경우에도 같다.

## 헌법재판소 가처분
- 헌법재판소에서 가처분결정은 본안사건에 대한 결정의 실효성을 확보하기 위하여 본안결정이 있기 전에 본안사건과 관련하여 다툼이 있는 법관계에 대해 잠정적이고 임시적으로 규율하는 것을 내용으로 하는 헌법재판소의 결정을 말한다[1].
- 법령의 위헌확인을 구하는 헌법소원심판에서의 가처분은, 비록 일반적인 보전의 필요성이 인정된다고 하더라도 공공복리에 중대한 영향을 미칠 우려가 있을 때에는 인용되지 않는다.[2]
- 가처분이 인용되기 위하여는 본안심판이 부적법하거나 이유없음이 명백하지 않아야 한다.[3]
- 헌법재판소는 ｢헌법재판소법｣ 제68조 제2항의 헌법소원심판에서 당해 헌법소원심판이 있을 때까지 그 헌법소원의 전제가 된 민사소송절차의 일시정지를 구하는 가처분신청을 이유 없다고 기각하였다.[4]
- 국무총리서리 임명행위의 효력정지 및 직무집행정지 가처분사건에서 가처분의 피신청인은 본안의 피청구인과 일치하지 않았다.[5]

## 같이 보기
- 가압류
- 예비적 금지명령 (영미법)

## 참고 문헌
- 50.가처분결정에 의하여 선임된 이사 직무대행자의 법적 지위 및 권한범위